# Tillandsia jucunda
Tillandsia jucunda är en gräsväxtart som beskrevs av Alberto Castellanos. Tillandsia jucunda ingår i släktet Tillandsia och familjen Bromeliaceae. Inga underarter finns listade i Catalogue of Life.